# حبيب العازمي
حبيب دغيّم حبيب العازمي العتيبي (1 نوفمبر 1964 - )هو محافظ محافظة الكامل بمنطقة مكة المكرمة و شاعر نبطي ومحاورة سعودي. ولد في عام 1384هـ، له الكثير من مواجهات القلطة مع كبار الشعراء السعوديين. وصدر له ديوان صوتي واحد بعنوان (حب ووفاء).

## مشواره
حصل على عدة ألقاب منها شاعر الخليج، لقبه الشيخ مالك حمود الصباح، كما أطلق عليه جمهور القلطه كنق المحاورة، وإمبراطور الشعر، والشبح.
له الكثير من مواجهات القلطة مع كبار الشعراء مثل مطلق الثبيتي وأحمد الناصر الشايع وحامد القارحي وسعد البقمي (المعنى)، وفواز السعيدي, ومستور العصيمي، وعمر الخالدي , وخلف بن هذال العتيبي وفيصل الرياحي، و نواف العازمي، وعبد الله الميزاني، وعبيد الله المجيريشي، وصياف الحربي، وجار الله السواط وغيرهم.